# Зовнішнє вухо
Зо́внішнє ву́хо (лат. auris externa) — частина вуха, до якої належать вушна раковина і зовнішній слуховий прохід. Вушна раковина утворена еластичним хрящем. Вона має характерні завитки, що спрямовують звукові коливання у зовнішній слуховий прохід. Знизу вушної раковини міститься сережка вуха. Зовнішній слуховий прохід у дорослої людини завдовжки 2,5 см. У шкірі слухового проходу є волоски і видозмінені потові залози, що виробляють вушну сірку. Волоски і вушна сірка виконують захисну функцію (затримують пил і мікроорганізми).
На межі між зовнішнім і середнім вухом розташована барабанна перетинка. Це тонка сполучнотканинна перетинка завтовшки 0,1 мм. Барабанна перетинка сприймає звукові коливання і передає їх на слухові кісточки середнього вуха.

## Будова
Зовнішнє вухо складається з вушної раковини та зовнішнього слухового ходу.

### Вушна раковина
Вушна раковина — це утвір у формі неправильного овала, що розміщений навколо початку зовнішнього слухового ходу. Основою вушної раковини є покритий шкірою хрящ, який відсутній лише в нижній частині раковини — вушній сережці (мочці), де замість нього залягає шар клітковини.

### Зовнішній слуховий хід
Зовнішній слуховий хід має неправильну S-подібну форму та складається з хрящової (зовнішня третина ходу) та кісткової (внутрішні дві третини ходу) частин. Шкіра хрящової частини містить сальні та сірчані залози, а також волосся, що разом захищають вухо від сторонніх часточок і комах, очищають його. На межі хрящової та кісткової частин зовнішній слуховий хід звужується.

## Кровопостачання
Зовнішнє вухо постачається кров'ю з дрібних гілок зовнішньої сонної артерії — задньої вушної артерії, поверхневої скроневої артерії, внутрішньої верхньощелепної артерії й інших.

## Іннервація
Іннервацію зовнішнього вуха забезпечують гілки трійчастого, лицевого та блукаючого нервів.